# Ceratoclasis
Ceratoclasis is een geslacht van vlinders van de familie van de grasmotten (Crambidae), uit de onderfamilie van de Spilomelinae. De wetenschappelijke naam voor dit geslacht is voor het eerst gepubliceerd in 1863 door Julius Lederer. Lederer was van mening dat Botys delimitalis Guenée, 1854 uit Haïti niet tot het geslacht Botys behoorde, maar tot een op dat moment nog onbekend geslacht. Hij beschreef daarom dit geslacht op basis van de kenmerken van deze soort. Zodoende wordt Botys delimitalis als de typesoort van dit geslacht beschouwd.

## Soorten
- Ceratoclasis avilalis Amsel, 1956
- Ceratoclasis cyclostigma (Dyar, 1914)
- Ceratoclasis delimitalis (Guenée, 1854)
- Ceratoclasis discodontalis (Hampson, 1899)
- Ceratoclasis imbrexalis (Walker, 1859)
- Ceratoclasis lehialis (Druce, 1899)
- Ceratoclasis metatalis Möschler, 1890
- Ceratoclasis sulpitialis Swinhoe, 1906
- Ceratoclasis tenebralis Snellen, 1875